# Bataillons Chams al-Chamal
Les Bataillons Chams al-Chamal ou plus simplement Chams al-Chamal (en arabe : كتائب شمس الشمال, ʾKata'eb shams ash-shamal, les « Bataillons du Soleil du Nord ») est un groupe rebelle formé lors de la guerre civile syrienne.

## Affiliations

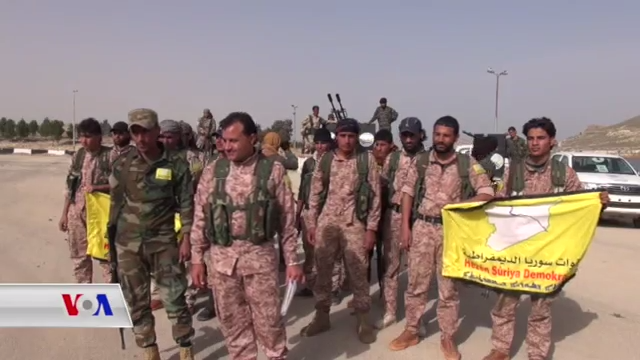
Des combattants du Liwa Jound al-Haramaïn, lors de leur ralliement aux Bataillons Chams al-Chamal avec le drapeau des Forces démocratiques syriennes, le 10 mars 2016.

Les Bataillons Chams al-Chamal sont affiliés à l'Armée syrienne libre. Ils font un temps partie en 2014 d'Alwiya Fajr al-Hurriya, un groupe de l'ASL qui est ensuite dissous,. Le 10 septembre 2014, Chams al-Chamal et plusieurs autres groupes de l'ASL s'allient avec les YPG pour former la coalition Volcan de l'Euphrate, active dans la région de Kobané. Le 3 mai 2015, il forme avec plusieurs autres groupes une alliance appelée Jaych al-Thuwar,,, qui elle-même rallie les Forces démocratiques syriennes le 11 octobre 2015,,.

## Effectifs et commandement

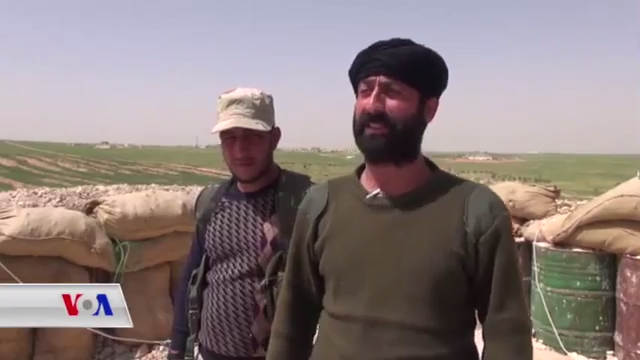
Abou Layla, le chef des Bataillons Chams al-Chamal, le 8 avril 2016.

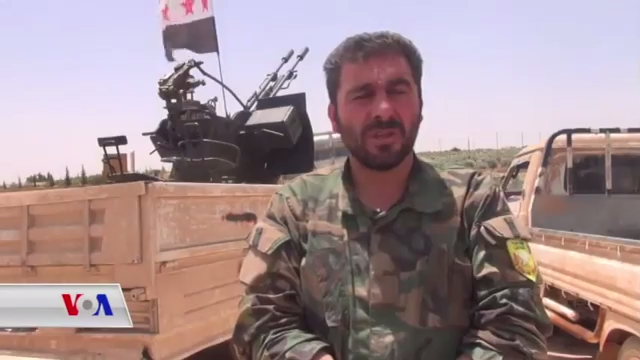
Muhammad Mustafa, dit Abou Adel, le chef des Bataillons Chams al-Chamal après la mort d'Abou Layla, le 21 juin 2016.

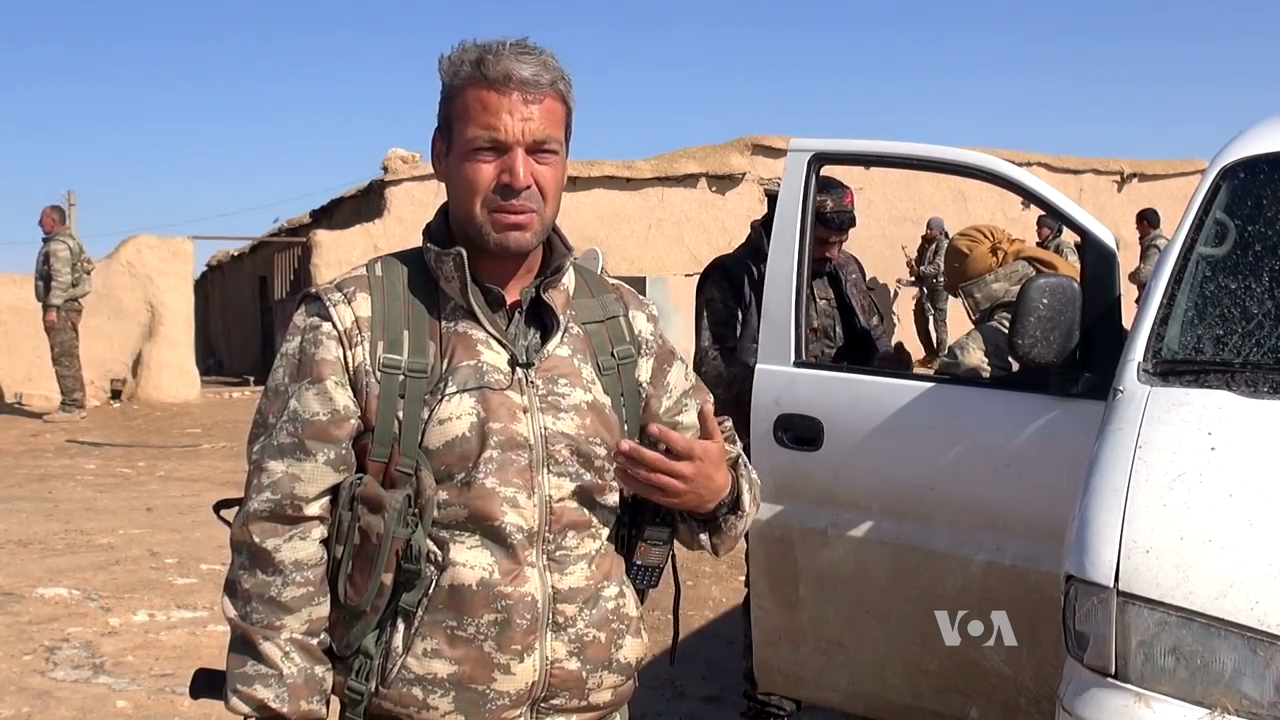
Adnane Abou Amjad, le commandant en second des Bataillons Chams al-Chamal, le 19 novembre 2015, lors de la bataille d'al-Hol.

Le groupe est dirigé par Abou Layla, ce dernier fuit la ville de Raqqa en 2013 lorsqu'elle tombe aux mains de l'État islamique, puis il participe à la bataille de Kobané. Grièvement blessé par un tir de sniper lors de la bataille de Manbij, il meurt le 5 juin 2016 à l'hôpital de Souleimaniye, dans le Kurdistan irakien, son corps est enterré à Kobané,,. Adnane Abou Amjad, le commandant en second des Bataillons Chams al-Chamal, devenu ensuite le chef du Conseil militaire de Manbij, est tué pour sa part le 29 août 2017, à la bataille de Raqqa.
En décembre 2014, Chams al-Chamal compte plus d'une centaine d'hommes selon l'Associated Press. La plupart des combattants du groupe sont des Arabes, des Kurdes et des Turkmènes originaires de Manbij,.

## Actions
Les bataillons Chams al-Chamal participent aux côtés des YPG à la bataille de Kobané, à la bataille de Tall Abyad, à la bataille de Sarrine, à la bataille d'al-Hol et à la bataille de Manbij,.